# Fort III w Poznaniu
Fort III (Graf-Kirchbach, Gröber, Józefa Niemojewskiego) – jeden z 18 fortów wchodzących w skład Twierdzy Poznań. Znajduje się na Malcie przy ul. Krańcowej.

## Historia
Został zbudowany w latach 1877–1881. Otrzymał nazwę Graf-Kirchbach. W 1931 zmieniono patronów na polskich, Fort III otrzymał imię generała Józefa Niemojewskiego.
6 lutego 1945, podczas bitwy o Poznań, oddziały 117 dywizji piechoty wywalczyły wyłom pomiędzy Fortem IIa i Fortem III (współcześnie tereny os. Zodiak).
W 2011 roku fort został udostępniony zwiedzającym przez Poznańskie Towarzystwo Przyjaciół Fortyfikacji.
Teren fortu wchodzi w skład obszaru Natura 2000 (obszar specjalnej ochrony SOO „Fortyfikacje w Poznaniu”, symbol PLH300005).

## Lokalizacja i konstrukcja

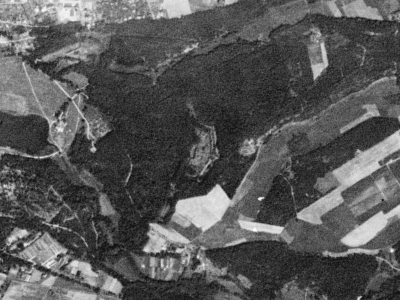
Zdjęcie satelitarne fortu (1965).

Obiekt znajduje się na terenie Nowego Zoo (wybudowane w latach 1970–1974), w kierunku południowym znajduje się Cybina, na zachodzie – jezioro Maltańskie (od 1952 w wyniku spiętrzenia Cybiny). Dojazd drogą forteczną (ul. Krańcowa) i drogą rokadową (ul. Wileńska).
Fort otoczony jest suchą fosą (długość 850 m, szerokość 9 m, wysokość 5,5 m), o murowanych skarpach i 5 kaponierach (czołowa, dwie barkowe, dwie izby bojowe w koszarach). Kąt między odcinkami czoła – 140°. Pod barkami fortu znajdowały się 2 prochownie, zaprojektowane na zgromadzenie 35 ton prochu.

## Przebudowy
W 1889 dobudowano na barkach dodatkowe baterie. W następnych latach zainstalowano pancerne stanowiska obserwacyjne piechoty W.T.90 oraz artylerii W.T.Neu.
Podczas II wojny światowej fosy zostały zadaszone, a na przeciwskarpie wybudowany został metalowy zbiornik o nieokreślonym przeznaczeniu.
W części koszarowej zostały rozebrane sklepione międzystropy. Rozbiórka była przygotowaniem do budowy w forcie zooramy (dużego kompleksu wiwaryjnego – egzotarium), której jednak nie zrealizowano.